# Fubu
Fubu är ett vattendrag i Kongo-Kinshasa, ett biflöde till Lukula. Det rinner genom provinsen Kongo-Central, i den västra delen av landet, 300 km väster om huvudstaden Kinshasa.